# 247P/LINEAR
247P/LINEAR, komet Jupiterove obitelji